# Sur le même accord
Sur le même accord est une pièce du compositeur français Henri Dutilleux pour violon solo et orchestre. Elle a été composée pour la violoniste Anne-Sophie Mutter, et a été créée par elle le 8 avril 2002 à Londres avec le London Philharmonic Orchestra sous la direction de Kurt Masur. La pièce dure environ 10 minutes.
Dutilleux décrit la pièce comme « un nocturne ». L'unique mouvement consiste en une introduction suivie d'une alternance de passages rapides et lyriques : Introduction – Musique rapide – Section lyrique I – Musique rapide – Section lyrique II – Musique rapide.
La pièce entière est basée sur un accord de six notes, entendu au début de la pièce, qui est manipulé de différentes façons.

## Instrumentation
La nomenclature de la pièce est : 2 flûtes (la première joue aussi du piccolo), 2 hautbois, 2 clarinettes, 1 clarinette basse, 2 bassons, 2 cors, 2 trompettes, 2 trombones, tuba, timbales, 3 percussionnistes, harpe et cordes.